# Xysticus secedens
Xysticus secedens là một loài nhện trong họ Thomisidae.
Loài này thuộc chi Xysticus. Xysticus secedens được Ludwig Carl Christian Koch miêu tả năm 1876.